# Ainaloa
Ainaloa es un lugar designado por el censo del condado de Hawái, Hawái. La población fue de 1.910 habitantes en el censo de 2000.

## Geografía
De acuerdo con la Oficina del Censo de los Estados Unidos, la localidad tiene una superficie de 4,6 km².

## Demografía
De acuerdo con el censo de 2000, el CDP cuenta con 1.910 habitantes, 632 viviendas y 470 familias. La densidad de población es del orden de 414,3/km². El 20,52% de la población es de origen hispano.
Los ingresos medios por hogar en el CDP eran de $25.698, y los ingresos medios por familia eran $37.647. Los hombres tenían unos ingresos medios de $26.855 frente a los $26.518 para las mujeres. La renta per cápita para la localidad era de $11.109. Alrededor del 27.2% de las familias y del 36.6% de la población estaban por debajo del umbral de pobreza.